# Parc de Vaara
Le parc de Vaara (finnois : Vaaranpuisto) est un parc du fossé situé dans le quartier de Vaara à Oulu en Finlande. 

## Présentation
Le parc de Vaara et le fossé de la ville vont de la rue Pakkahuoneenkatu à Saaristonkatu, à l'est d'Uusikatu.
Dans le parc est érigée une statue de Teuvo Pakkala, sculptée par Oskari Jauhiainen, en 1973.
Le parc abrite également un monument conçu par le cabinet d'architecture Seppo Valjus en 1967.
Le monument commémore les chasseurs à pied, vu du dessus, l’œuvre forme le chiffre 27, qui symbolise le 27e bataillon de jägersgouvernement.

Le parc de Vaara est situé entre le parc Otto Karhi et le parc de Lyötty.

## Vues du parc

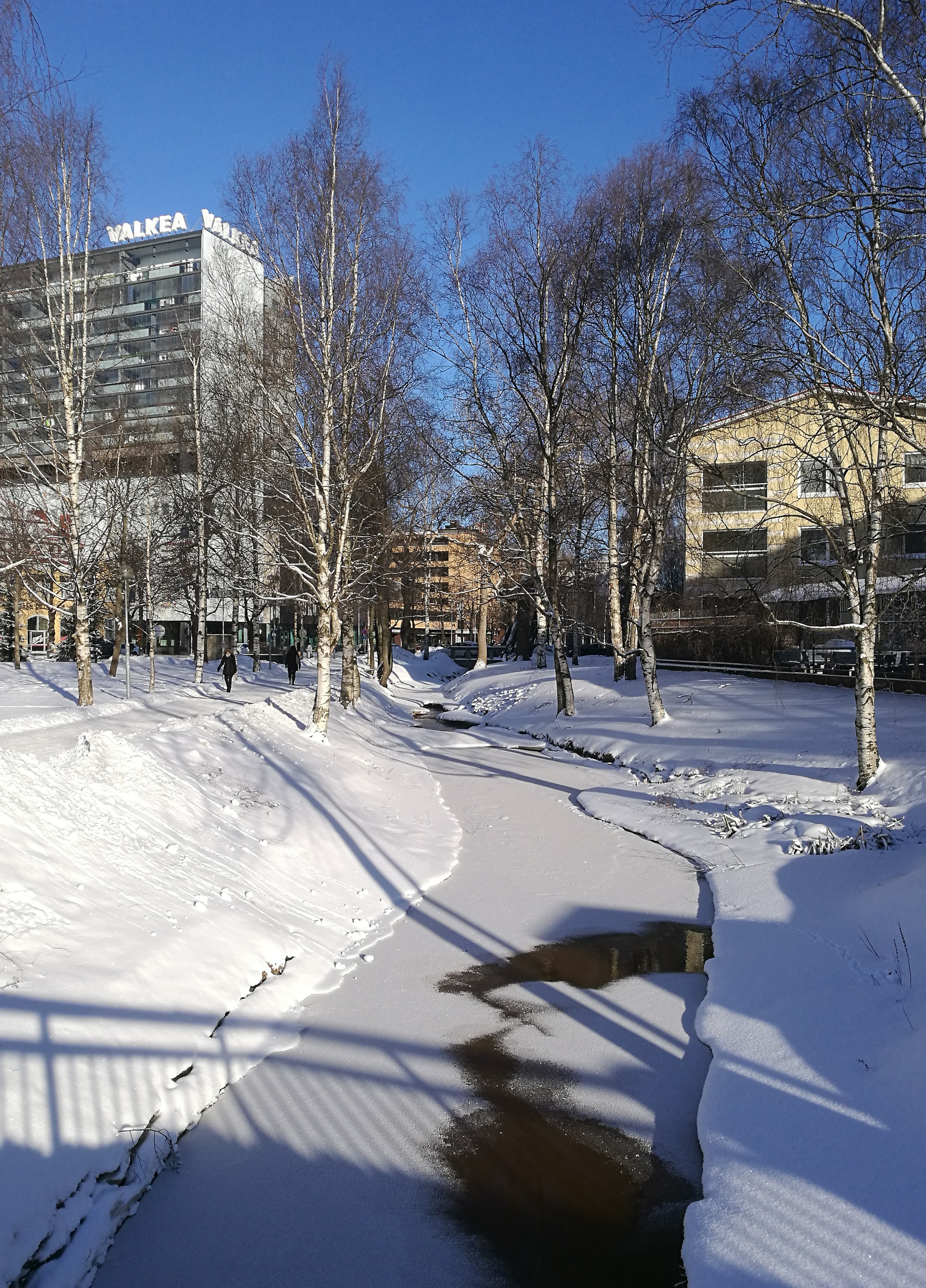
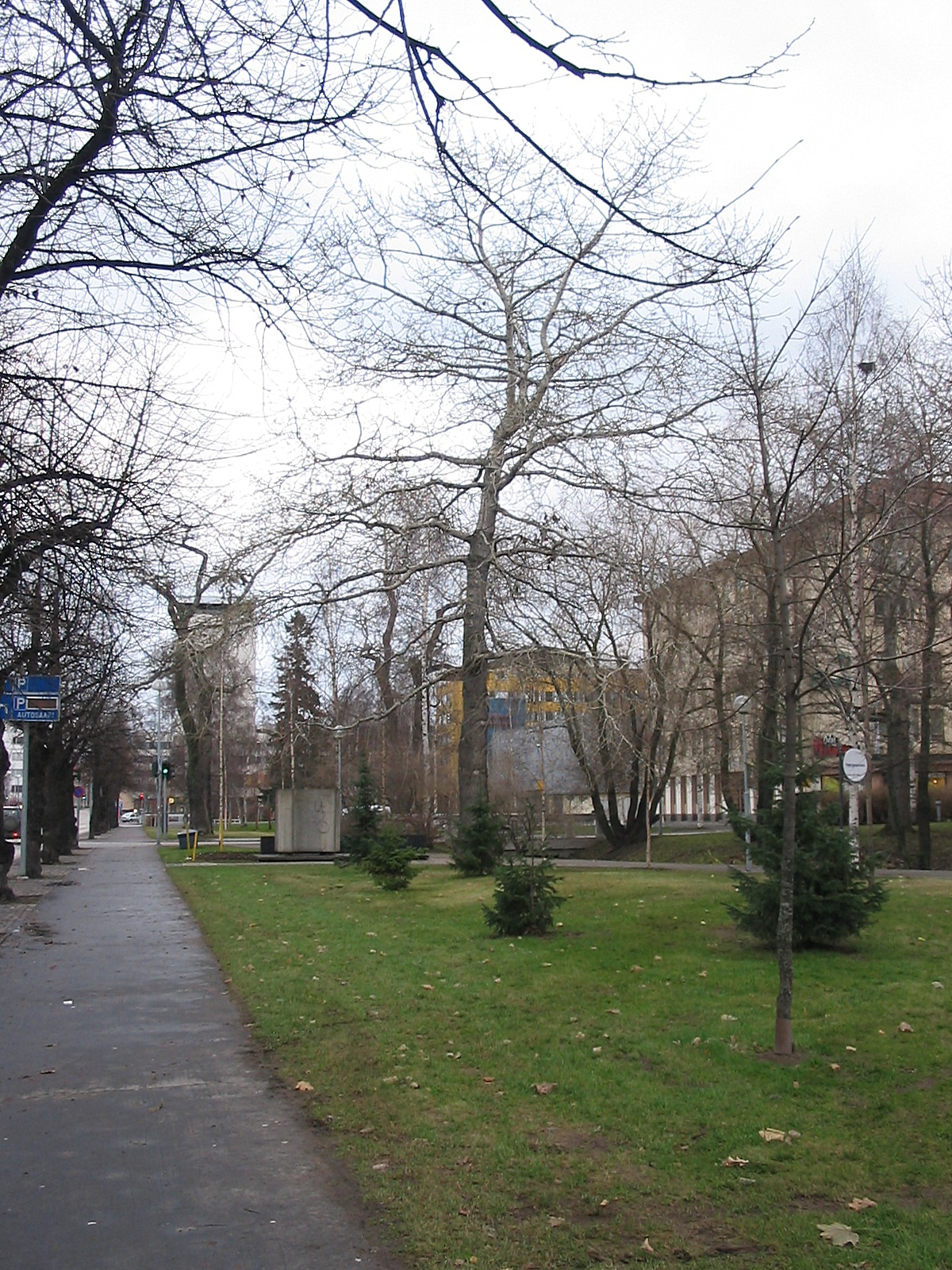

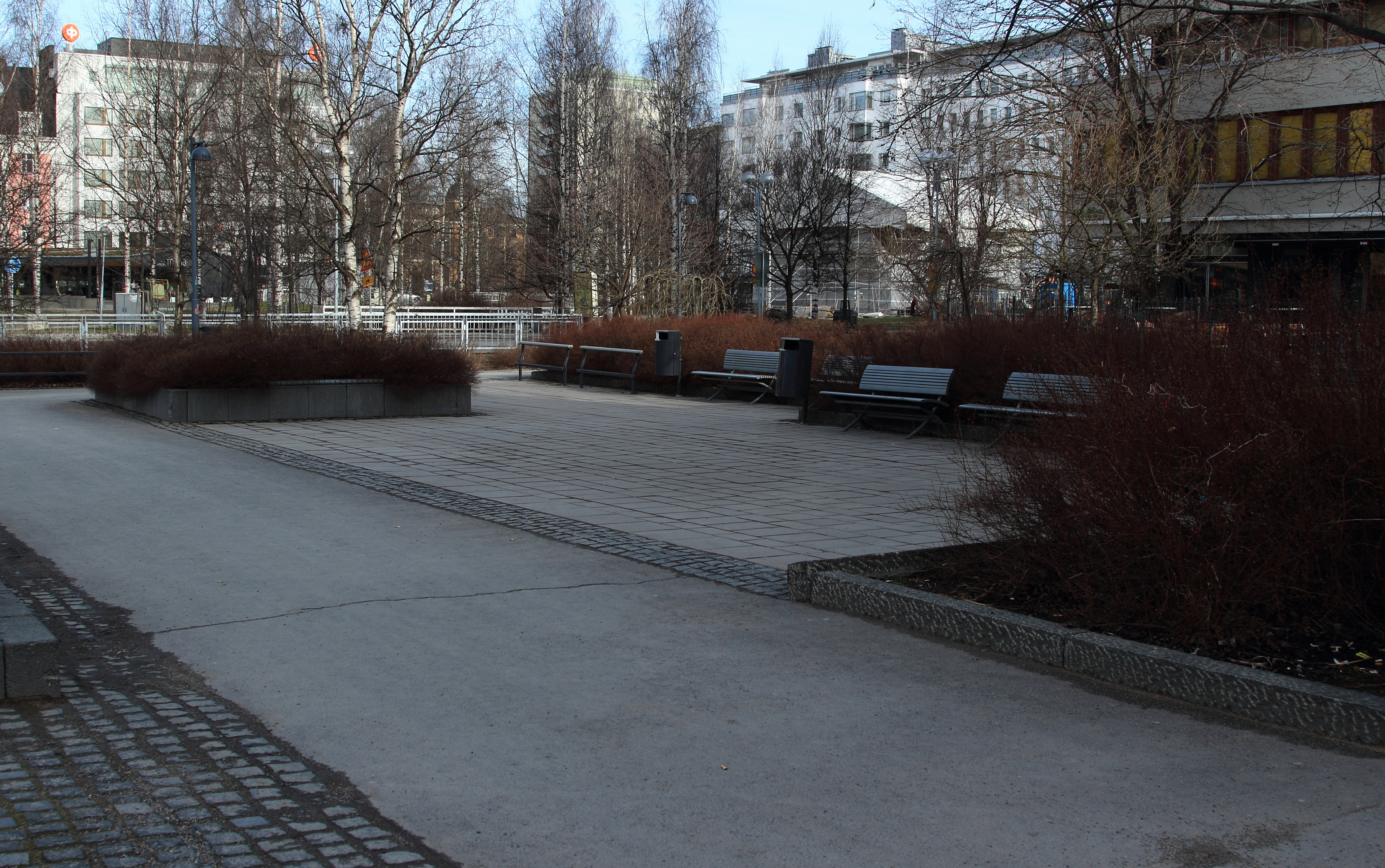
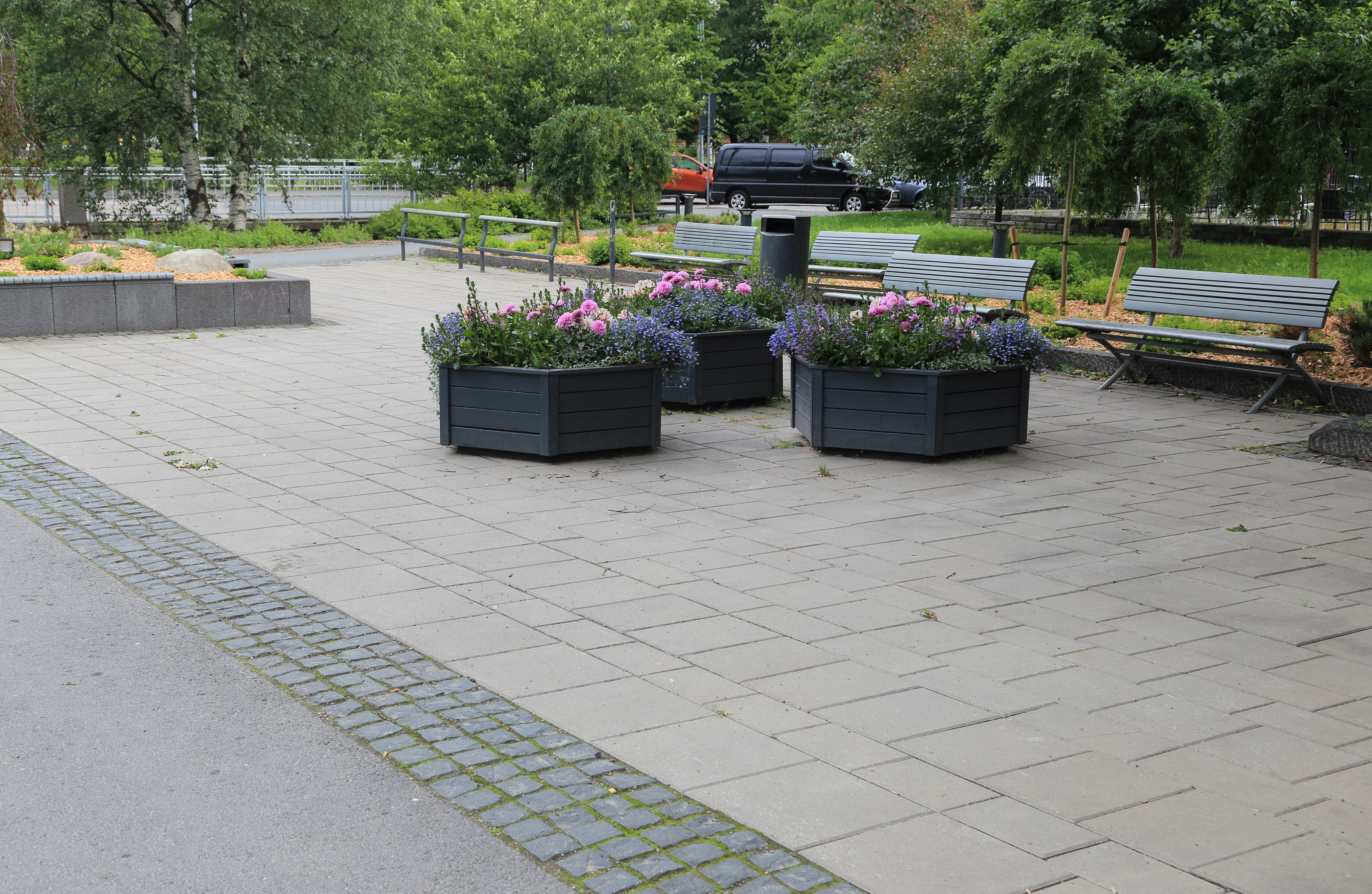